# 키드 코스믹
《키드 코스믹》(Kid Cosmic)은 넷플릭스 애니메이션과 CMCC Cartoons이 제작하고 2021-2022년에 방영된 미국의 코믹 애니메이션이다. 프랜차이즈에서 언급한 2016년 파워퍼프걸의 관련 없는 스핀오프, 'Powerpuffsploitation' 시리즈 뉴트리 벤처스와 마찬가지로 우주와 관련이 없다.

## 개요
키드 코스믹이라는 상상력이 풍부한 소년은 5개의 우주 고리를 발견하고 초능력을 얻는다.

## 출연진
- 잭 피셔 - 키드
- 아만다 밀러 - 조
- 릴리 실버 - 로사
- 톰 케니 - 척
- 질 탤리 - 플렉스맨 부인
- 체리 오테리 - 엄마 (시즌 1)
- 로라 베일리 - 엄마 (시즌 2, 3)
- 트래비스 윌링엄 - 아빠
- 잭 맥브레이어 - 스키피
- 캐시 카바디니 - 에이전트 블라썸
- 타라 스트롱 - 에이전트 버블스
- 엘리자베스 데일리 - 에이전트 버터컵
- 샘 리겔 - 척 테러 슈퍼봇
- 미카엘라 디에츠 - 푸른 베히모스
- 필 라마르 - 황금 떼
- 리치 풀처 - 소서맨
- 크리 여름 - 여왕 잔
- 에이프릴 윈첼 - 크로쉬
- 톡스 올랑군도예 - 마담 프레지던트
- 바비 모이니한 - 판토스
- 에릭 바우자 - 프라이
- 제이슨 하이타워 - 제이스
- 킴 야브로 - 플로
- 크리스티나 란츠 - 카를로스
- 프레드 태터쇼어 - 참치 샌드위치
- 피오트르 마이클 - 닥터 구멘타리안
- 제니퍼 헤일 - 아이리스
- 카리 월그렌 - 조사관 카리
- 이케 아마디 - 에이전시 보스 디터
- 앤디 빈 - 생물 발성
- 로리 앨런 - 생물 발성 #2
- 키스 퍼거슨 - 파파 G
- 그레이 그리핀 - 칼라, 라모나, 바이올렛 배니시
- 틸 슈바이거 - 죽음의 개
- 제프 피셔 - 테오 안젤로/탐, 킹맨
- 에리카 린드벡 - 레나/만타
- 아만다 레이튼 - 니나
- 브리안 시달 - 벤
- 플루라 보그 - 알렉스